# Алексеевское сельское поселение (Обливский район)
Алексеевское сельское поселение — муниципальное образование в Обливском районе Ростовской области.
Административный центр поселения — хутор Алексеевский.

## Административное устройство
В состав Алексеевского сельского поселения входят:
- хутор Алексеевский;
- хутор Бокачевка;
- хутор Машинский;
- хутор Серебряковский.

## Население
| 2010 | 2012 | 2013 | 2014 | 2015 | 2016 | 2017 |
| ---- | ---- | ---- | ---- | ---- | ---- | ---- |
| 774  | ↘753 | ↘747 | ↘746 | ↗762 | ↘745 | ↘727 |
| 2018 | 2019 | 2020 | 2021 |      |      |      |
| ↘702 | ↘683 | ↘669 | ↘650 |      |      |      |